# Typhlops perimychus
Espèce
Synonymes
- Cubatyphlops perimychus (Thomas & Hedges, 2007)

Typhlops perimychus est une espèce de serpents de la famille des Typhlopidae. 

## Répartition
Cette espèce est endémique de Cuba. Elle se rencontre dans l'est de la base navale de la baie de Guantánamo.

## Publication originale
- Thomas & Hedges, 2007 : Eleven new species of snakes of the genus Typhlops (Serpentes: Typhlopidae) from Hispaniola and Cuba. Zootaxa, no 1400, p. 1-26.